# Bockwindmühle Tornau

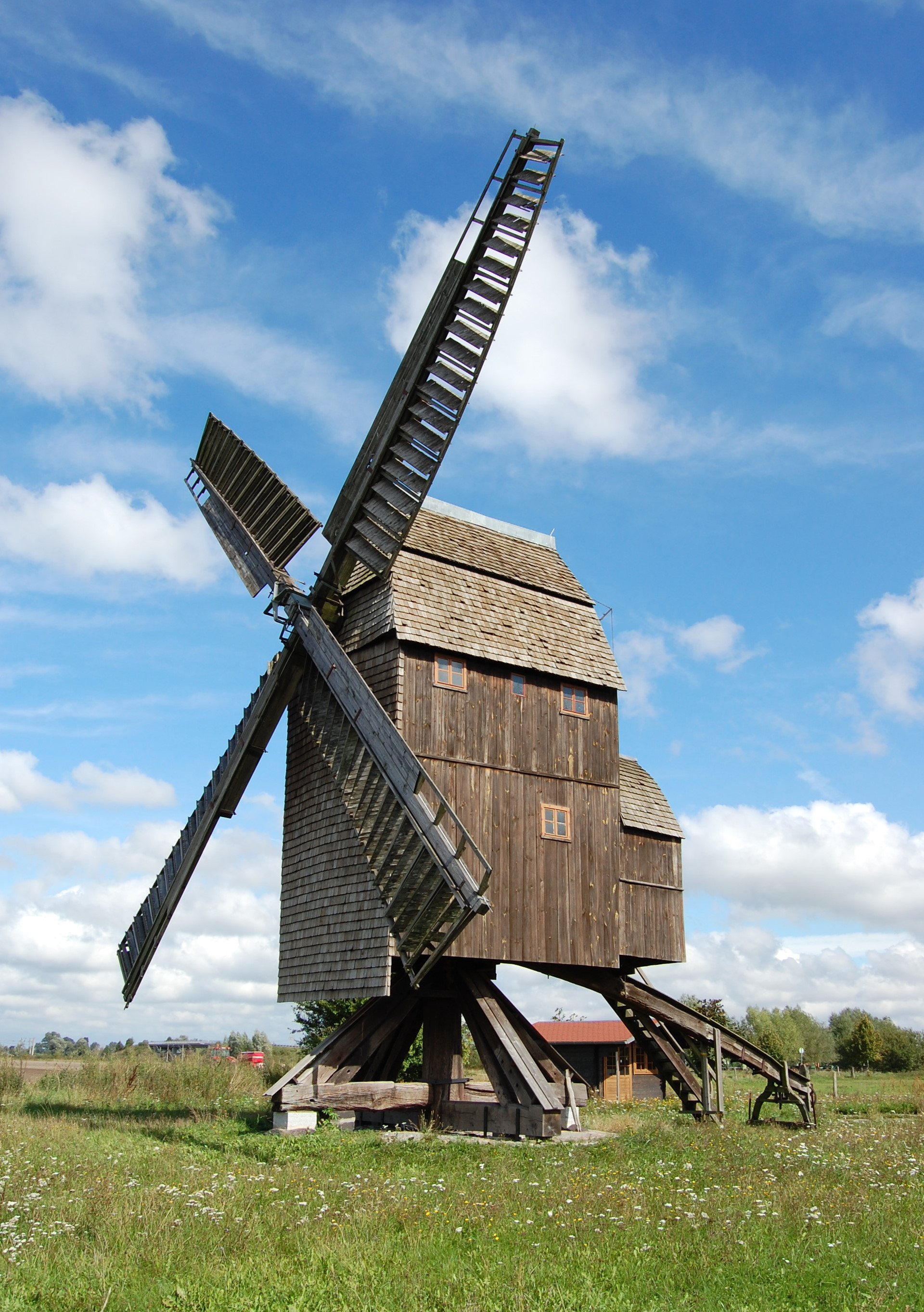
Bockwindmühle Tornau, 2010

Die Bockwindmühle Tornau ist eine Bockwindmühle im zur Stadt Stendal gehörenden Dorf Tornau in Sachsen-Anhalt.

## Geschichte

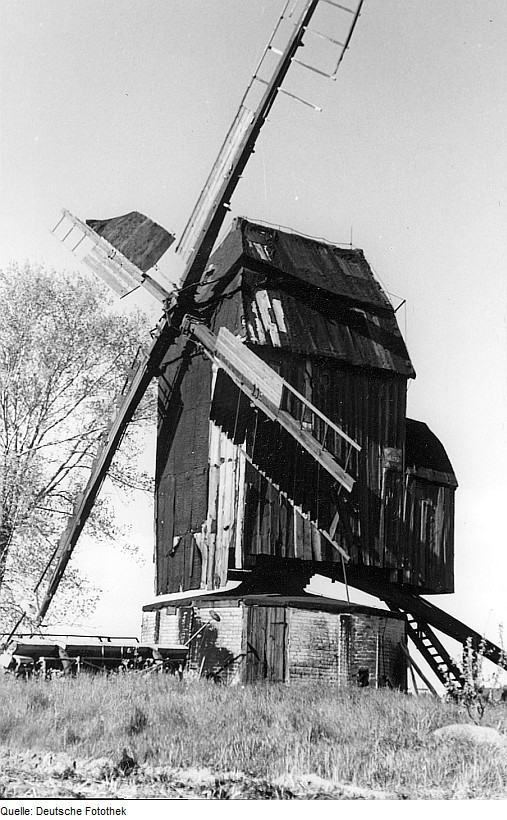
Bockwindmühle Tornau, 1974

Überliefert ist, dass der Bauer J. D. Haacke die Mühle am 10. November 1710 in Erbpacht übernahm. 1877 erwarb der Müller Alfred Maeße die Mühle. Nach einem Blitzschlag musste die Mühle 1882 teilweise erneuert werden. So machte sich insbesondere eine Erneuerung der beschädigten Flügelwelle erforderlich.
Am 28. März 1897 brannte die Windmühle nieder. Es wird spekuliert, dass es sich um Brandstiftung gehandelt haben könnte. Als Ersatz erwarb man eine 1701 errichtete Bockwindmühle in Zedau. Mit 23 Pferdegespannen wurde die Mühle nach Tornau transportiert und dort noch 1897 am Standort der abgebrannten Mühle wiederaufgebaut. Dabei wurden auch Teile der zerstörten Mühle genutzt, so dass sich heute an der Mühle unterschiedliche Jahreszahlen befinden. 1900 wurde für den Hausbaum der Mühle in Eichstedt eine Eiche gefällt.
Noch bis 1953 wurde in der Mühle Mehl gemahlen. Bis 1972 blieb die Mühle zum Schroten in Betrieb. Bei einem Sturm am 13. November 1972 traten an der Mühle starke Schäden auf, so wurden die Flügel abgeknickt. Die Mühle konnte danach nicht mehr betrieben werden und verfiel. Der Bürgermeister der Gemeinde Insel, Helmuth Zech sowie der Gemeinderat setzten sich für einen Erhalt der Mühle ein. Die Windmühle wurde daher am 1. März 1982 in Volkseigentum überführt. 1984 begann man mit Reparaturarbeiten, wobei man Hilfe durch einen Mühlenbauer aus dem Raum Mecklenburg-Vorpommern erhielt. Die Außenhaut und der Flügelkranz wurden bis 1986 erneuert. 1991 konnte, mit einem Zuschuss aus dem Dorferneuerungsprogramm, das Flügelkreuz neu erstellt werden. Die Maschinen wurden in einen arbeitsfähigen Zustand versetzt, so dass wieder geschrotet werden kann. Besonders um den Erhalt der Mühle verdient machte sich Heinz Grützkau.

## Anlage
Die Bockwindmühle Tornau verfügt über ein Jalousieflügelkreuz. Die technischen Einrichtungen sind vollständig erhalten. So ist sowohl der Mahlgang und der Schrotgang vorhanden. Auch Schäl- und Spitzmaschinen sowie ein Askaniasichter sind erhalten. Gleiches gilt für die typischen Hilfseinrichtungen wie Transmissionen, Elevatoren und einen Aufzug.